# Mosoni Duna
De Mosoni Duna (Duits: Moson-Donau, Slowaaks: Mošonské rameno, Hongaars: Mosoni Duna) is een 121,5 kilometer lange rivier die loopt door Slowakije en Hongarije. Zij begint ten zuidoosten van Bratislava en eindigt in de Donau bij Győr. De rivier is tevens een aftakking van de Donau, net zoals de Kleine Donau, die echter alleen door Slowakije loopt.

## Tracé
De Mosoni Duna begint nog nét op Slowaaks grondgebied als aftakking van de Donau ter hoogte van Čunovo, 20,3 kilometer verwijderd van Bratislava, de hoofdstad van het land. In dit gedeelte van het tracé vertakt de Mosoni Duna zich meerdere malen. Sommige vertakkingen komen direct terecht in de Donau, andere komen later weer in de Mosoni Duna zelf terecht. Ook is de Mosoni Duna in dit gedeelte van het tracé niets meer dan een kaarsrecht kanaal. Kort nadat de Mosoni Duna is afgetakt van de Donau, begint zij op Hongaars grondgebied te stromen. Verder stroomafwaarts begint de rivier echter meer te meanderen, en zij bereikt kort daarna Mosonmagyaróvár, waar zij de Leitha, een belangrijke zijrivier opneemt. Iets verder stroomafwaarts bereikt zij Győr, waar de Rába, een wederom belangrijke zijrivier, wordt opgenomen. Na een paar kilometer mondt de Mosoni Duna ondertussen uit in de Donau.

## Etymologie
In het Slowaaks heet de Mosoni Duna Mošonské rameno, in het Hongaars Mosoni Duna en in het Duits heet de rivier Moson-Donau. In de naam verwijst Moson, Mošon(ské) of Mosoni naar de Hongaarse stad Mosonmagyaróvár, en het achtervoegsel Duna of Donau verwijst naar de Donau. Deze naam wil dus zeggen dat het eigenlijk de "Donau van Mosonmagyaróvár" is. In het Slowaaks heeft het achtervoegsel "rameno" een andere betekenis, maar komt echter wel alsnog een beetje neer op de Duitse en Hongaarse naam van deze rivier. Mošonské plus het achtervoegsel "rameno" heeft eigenlijk "Mosonmagyaróvár-riviertak" als betekenis. De andere naam, "Donau van Mosonmagyaróvár" moet eigenlijk ook een "tak van Mosonmagyaróvár" voorstellen (vandaar dat het verwant is aan elkaar), aangezien de Mosoni Duna (de Donau die langs Mosonmagyaróvár stroomt) vroeger de hoofdloop(en) van de Donau was, maar thans er een aftakking van is.

## Zijrivieren
De Rábca, Leitha en Rába zijn veruit de belangrijkste zijrivieren van de Mosoni Duna, maar er zijn uiteraard nog kleinere zijriviertjes. Vrijwel alle zijrivieren staan hier onder vermeld.
- Rét-árok
- Leitha
- Megyei-csatorna
- Nováki-csatorna
- Zsejkei-csatorna
- Kis-dunai-tőzegcsatorna
- Zámolyi-csatorna
- Öttevényi-csatorna
- Rábca
- Rába
- Bácsai-csatorna
- Szavai-csatorna
- Zsombékos-árok